# 分数微积分
数学上，分數微積分（fractional calculus）是数学分析的一个分支，它研究微分算子{\displaystyle D={\frac {d}{dx}}}和积分算子J的实数次幂的可能应用（通常不写作I,以避免和其他I形符号产生混淆）。
在这个上下文中，幂指反复应用，和
{\displaystyle \,f^{2}(x)=f(f(x))}
中的平方意义相同。例如，可以提出如何解释如下符号的问题
{\displaystyle {\sqrt {D}}=D^{\frac {1}{2}}}
作为微分算子的平方根（半次操作），也就是一种算子操作两次以后可以有微分的效果。
更一般的，
{\displaystyle D^{n}}
对于实数值的n，使得当n为整数时，若n>0,它等同于通常的幂n次操作，当n<0,它等同于n次积分J。
讨论这个问题有几个原因。一个是，这样幂Dn组成的半群可以看作一个连续的半群中取离散值的部分。连续半群在数学上有很好的研究，有一个有趣的理论。注意，分数是个错误的记号，因为指数可以取非有理数，但是分数微积分已成为习惯用法。

## 歷史緣由
在應用數學與數學分析中，一個分數階的導數是一個可以為任意階實數或是複數的導數。這個概念第一次出現在1695年，萊布尼茲寫給洛必達的書信中。分數微積分則是第一次被介紹在阿貝爾的早期論文中，其中關於各種分數階的積分與微分的概念、微分與積分的關係、關於分數階的微分與積分其實都可以被視作一種廣義算子，以及統一關於實數階微分與積分的概念。該主題的基礎由劉維爾(Liouville)在1832年的論文中獨立奠定的，奧利弗·黑維塞(Oliver Heaviside)在1890年引入分數微分算子在電力傳輸分析中。分數微積分的理論與應用在19世紀跟20世紀中得到發展，許多貢獻者都給出了分數階導數與積分的定義。

## 试探法
一个很自然的想法是问，是否存在一个算子{\displaystyle H}起到半导数的作用，即使得：
{\displaystyle H^{2}f(x)=Df(x)={\frac {d}{dx}}f(x)=f'(x)}
结论是：这样的算子是存在的，对于任意{\displaystyle a>0},存在一个算子{\displaystyle P},满足：
{\displaystyle (P^{a}f)(x)=f'(x)}，
或者换一个说法, {\displaystyle {\dfrac {d^{n}y}{dx^{n}}}}的定义可以从正整数n扩充到所有的实数n.
在这里我们引入Γ函數将阶乘扩展到实数和复数域上. Γ函數的定义如下：
{\displaystyle n!=\Gamma (n+1)}，
假设对函数{\displaystyle f(x)} {\displaystyle (x>0)}在0到x上求积分，我们可以形式的定义积分算子J:
{\displaystyle (Jf)(x)=\int _{0}^{x}f(t)\;dt}
重复这个过程，可得：
{\displaystyle (J^{2}f)(x)=\int _{0}^{x}(Jf)(t)dt=\int _{0}^{x}\left(\int _{0}^{t}f(s)\;ds\right)\;dt},
这个过程可以任意的重复下去。
利用重复积分的柯西公式，即：
{\displaystyle (J^{n}f)(x)={\frac {1}{(n-1)!}}\int _{0}^{x}(x-t)^{n-1}f(t)\;dt}
我们可以直截了当的写出任意实数n的积分算子。
直接利用{\displaystyle \Gamma }函数将离散的阶乘扩展为连续的函数。我们可以自然的得到分数积分算子的表达形式
{\displaystyle (J^{\alpha }f)(x)={\frac {1}{\Gamma (\alpha )}}\int _{0}^{x}(x-t)^{\alpha -1}f(t)\;dt}
这个算子定义明确而且具有良好的性质。
可以证明J算子满足如下关系
{\displaystyle (J^{\alpha })(J^{\beta })f=(J^{\beta })(J^{\alpha })f=(J^{\alpha +\beta })f={\frac {1}{\Gamma (\alpha +\beta )}}\int _{0}^{x}(x-t)^{\alpha +\beta -1}f(t)\;dt}
这个性质叫微分积分算符的半群性。然而用类似方法定义微分算子将变得相当困难，而且定义出来的微分算子D一般来说不对易也不具有叠加性。

## 分数微分在一个简单函数上的应用
假设有一个函数
{\displaystyle f(x)=x^{k}\;}。它的一阶导数一般是：
{\displaystyle f'(x)={\dfrac {d}{dx}}f(x)=kx^{k-1}\;}。重复这一过程，得到更一般的结果：
{\displaystyle {\dfrac {d^{a}}{dx^{a}}}x^{k}={\dfrac {k!}{(k-a)!}}x^{k-a}\;}，将阶乘用伽玛函数替换，可得：

函数（蓝色线条）的半导数（紫色线条）以及一阶导数（红色线条）

這個動畫展示了不同分數微分算子如何操作在y=x（藍色），結果（綠色）在一般的積分（α=−1: y=x^{2}/2，紫色）及一般的一次微分（α=+1: y=1，紅色）間連續變化。

{\displaystyle {\dfrac {d^{a}}{dx^{a}}}x^{k}={\dfrac {\Gamma (k+1)}{\Gamma (k-a+1)}}x^{k-a}\;}。当k = 1,并且a = 1/2时我们可以得到函数{\displaystyle x}的半导数：
{\displaystyle {\dfrac {d^{\frac {1}{2}}}{dx^{\frac {1}{2}}}}x={\dfrac {\Gamma (1+1)}{\Gamma (1-{\frac {1}{2}}+1)}}x^{1-{\frac {1}{2}}}={\dfrac {1!}{\Gamma ({\frac {3}{2}})}}x^{\frac {1}{2}}={\dfrac {2x^{\frac {1}{2}}}{\sqrt {\pi }}}}。重复这一过程，得：
{\displaystyle {\dfrac {d^{\frac {1}{2}}}{dx^{\frac {1}{2}}}}2\pi ^{-{\frac {1}{2}}}x^{\frac {1}{2}}=2\pi ^{-{\frac {1}{2}}}{\dfrac {\Gamma (1+{\frac {1}{2}})}{\Gamma ({\frac {1}{2}}-{\frac {1}{2}}+1)}}x^{{\frac {1}{2}}-{\frac {1}{2}}}=2\pi ^{-{\frac {1}{2}}}{\dfrac {\Gamma ({\frac {3}{2}})}{\Gamma (1)}}x^{0}={\dfrac {2{\sqrt {\pi }}x^{0}}{2{\sqrt {\pi }}0!}}=1}，这正是期望的结果：
{\displaystyle \left({\dfrac {d^{\frac {1}{2}}}{dx^{\frac {1}{2}}}}{\dfrac {d^{\frac {1}{2}}}{dx^{\frac {1}{2}}}}\right)x={\dfrac {d}{dx}}x=1}。
以上微分算子的扩展不仅仅局限于实数次。举个例子，{\displaystyle (1+i)}阶导数作用后，{\displaystyle (1-i)}阶导数再作用，可以得到二阶导数。同时如果a为负则可为求积分。
分数微分可以得到上述相同的结果（当{\displaystyle 0<\alpha <1}）。
{\displaystyle D^{\alpha }f(x)={\frac {1}{\Gamma (1-\alpha )}}{\frac {d}{dx}}\int _{0}^{x}{\frac {f(t)}{(x-t)^{\alpha }}}dt}
对于任意的{\displaystyle \alpha },由于伽玛函数的参数在实数部为负整数时没有定义，需要在分数微分前先进行整数微分。例如
{\displaystyle D^{\frac {3}{2}}f(x)=D^{\frac {1}{2}}D^{1}f(x)=D^{\frac {1}{2}}{\frac {d}{dx}}f(x)}

## 拉普拉斯變換
我們可以藉由拉普拉斯變換提出一個問題。已知
{\displaystyle {\mathcal {L}}\left\{Jf\right\}(s)={\mathcal {L}}\left\{\int _{0}^{t}f(\tau )\,d\tau \right\}(s)={\frac {1}{s}}{\bigl (}{\mathcal {L}}\left\{f\right\}{\bigr )}(s)}
以及
{\displaystyle {\mathcal {L}}\left\{J^{2}f\right\}={\frac {1}{s}}{\bigl (}{\mathcal {L}}\left\{Jf\right\}{\bigr )}(s)={\frac {1}{s^{2}}}{\bigl (}{\mathcal {L}}\left\{f\right\}{\bigr )}(s)}
然後繼續下去，我們可以推斷:
{\displaystyle J^{\alpha }f={\mathcal {L}}^{-1}\left\{s^{-\alpha }{\bigl (}{\mathcal {L}}\{f\}{\bigr )}(s)\right\}}
舉例來說:
{\displaystyle J^{\alpha }(t^{k})={\mathcal {L}}^{-1}\left\{{\frac {\Gamma (k+1)}{s^{\alpha +k+1}}}\right\}={\frac {\Gamma (k+1)}{\Gamma (\alpha +k+1)}}t^{\alpha +k}}
如同預期一樣。的確，我們給出捲積性質。
{\displaystyle {\mathcal {L}}\{f*g\}={\bigl (}{\mathcal {L}}\{f\}{\bigr )}{\bigl (}{\mathcal {L}}\{g\}{\bigr )}}
然後為了方便，令 p(x) = xα − 1 ，我們發現到:
{\displaystyle {\begin{aligned}\left(J^{\alpha }f\right)(t)&={\frac {1}{\Gamma (\alpha )}}{\mathcal {L}}^{-1}\left\{{\bigl (}{\mathcal {L}}\{p\}{\bigr )}{\bigl (}{\mathcal {L}}\{f\}{\bigr )}\right\}\\&={\frac {1}{\Gamma (\alpha )}}(p*f)\\&={\frac {1}{\Gamma (\alpha )}}\int _{0}^{t}p(t-\tau )f(\tau )\,d\tau \\&={\frac {1}{\Gamma (\alpha )}}\int _{0}^{t}\left(t-\tau \right)^{\alpha -1}f(\tau )\,d\tau \\\end{aligned}}}
即得到柯西所給出的樣子。
拉普拉斯在一些較少的函數上有效，但是它在解分數微分方程上卻非常有用。

## 应用
WKB近似
对于一个一维的量子系统进行准经典的近似时，系统哈密顿量{\displaystyle H=p^{2}+V(x)}中{\displaystyle V(x)}的倒数{\displaystyle V^{-1}(x)}可由对态密度的半阶微分求出
{\displaystyle V^{-1}(x)=2{\sqrt {\pi }}{\frac {d^{\frac {1}{2}}}{dx^{\frac {1}{2}}}}n(x)}
这里采用了自然单位制，即{\displaystyle \hbar =2m=1}